# Râul Toplița, Tazlăul Sărat
Râul Toplița este un curs de apă, afluent al râului Tazlăul Sărat. 